# Peter Lang
Peter Lang — крупное международное научное издательство со штаб-квартирой в Берне, Швейцария. Специализируется на публикациях в социальных и гуманитарных научных дисциплинах.

## История
Издательство Peter Lang GmbH было основано в 1970 году во Франкфурте-на-Майне швейцарским издателем Петером Лангом (ум. 2001). В 1977 году, в результате ряда преобразований, издательство стало называться Peter Lang AG и его штаб-квартира переместилась в Берн. На сегодняшний день, филиалы издательства существуют в Берлине, Брюсселе, Франкфурте-на-Майне, Нью-Йорке, Оксфорде и Вене. Издательство публикует литературу преимущественно на английском, немецком и французском языках. Основным рынком издательства являются университетские библиотека Европы и Северной Америки и книги, как правило, не поступают на продажу в книжные магазины.
В ранний период своей истории, издательство специализировалось на публикации докторских диссертаций и других научных материалов на немецком языке с целью удовлетворить нужды немецких и австрийских учёных. Позднее оно расширило свой диапазон и стало выпускать литературу преимущественно на английском языке. В настоящее время, по количеству издаваемых наименований Peter Lang занимает одно из первых мест в мире.
В 1982 году был открыт североамериканский филиал издательства — Peter Lang Publishing Inc. — со штаб-квартирой в Нью-Йорке. Peter Lang Publishing Inc. специализируется на публикации монографий по гуманитарным и социальным наукам, а также академических учебников в области образования, медиа и коммуникаций. Программа научно-исследовательских монографий включает в себя такие области, как языки и литературоведение; религиоведение и теология; история; социология; культурология; мультикультурализм; языкознание; театроведение; политология; и философия.
Филиал Peter Lang AG в Оксфорде был основан в 1996 году, а в 1999 году открылся P.I.E.-Peter Lang — филиал издательства в Брюсселе.
Peter Lang также публикует ряд научных журналов, распространяемых через Metapress.